# Masud Beg
Masud Beg fou un governador de l'Àsia central per compte del gran kan mongol. Era fill de Mahmud Yalavač.
Durant el regnat del gran kan Ogodei (1227-1241) una part de Transoxiana i les estepes al nord (Mogolistan) foren cedides a Txagatai en indju (feu). Mahmud Yalavač fou governador dels sedentaris de Transoxiana però pel seu conflicte amb Txagatai fou enviat a la Xina on fou governador de Pequín vers 1239. El seu fill Masud Beg va ocupar el seu lloc i va administrar als sedentaris (o sigui tota la població menys els turcs i mongol) de des de Coràsmia a Kashgària. Djuwayni esmenta la seva justícia envers els musulmans. Va construir la madrassa Khaniyya amb els diners aportat per la reina Sorkotani (vídua de Tului i mare de Mongke i d'Hulegu) i la madrassa Masudiyya, les dues a Bukharà, i una altra madrassa Masudiyya a Kashghar.
Va restar al govern durant tot el regnat de Mongke, sota Batu, durant la guerra civil entre Alqu (Alghu) i Berke i després de la victòria de Qaydu el 1269. Va morir el 1289. El van succeir els seus fills, dos sota Qaydu fins a la seva mort el 1301 i el tercer a Kashgar sota Txapar, fill i successor de Qaydu.